# Liste von Denkmälern und Skulpturen in Bremerhaven
Die Objekte sind nach Stadtteilen sortiert aufgelistet. Einige Objekte in dieser Liste der Denkmale und Standbilder der Stadt Bremerhaven wurden versetzt, umgestaltet oder zerstört und wiederhergestellt. Das stadtgeschichtlich wichtigste Werk ist das Bürgermeister-Smidt-Denkmal. Es steht auf dem Theodor-Heuss-Platz (dem früheren Marktplatz und Theaterplatz) in Mitte (Bremerhaven).

## Fischereihafen
| Bild                                         | Name                           | Lage                                                                                  | Schöpfer Einweihung                 | Bemerkungen |
| -------------------------------------------- | ------------------------------ | ------------------------------------------------------------------------------------- | ----------------------------------- | --- |
|                                              | Zwangsarbeiter                 | Fischereihafen, Am Baggerloch                                                         | zweigeteiltes Backsteinmahnmal 1988 | Zwangsarbeiterlager Baggerloch von 1941 bis 1945 |
| Skulptur Silber des Hafens von Anders Nyborg | Das Silber des Hafens          | Fischereihafen, Am Schaufenster neben dem Neubau des Fischkochstudios                 | Anders Nyborg 1997                  | Der rostbraune Hintergrund symbolisiert den Stahl- und Schiffbau im Fischereihafen, die beiden senkrechten Edelmetallstreben links stehen für den Fischfang, die rechte Edelstahlform zeigt die Umrisse der beiden Fischereihäfen und des Handelshafens. Ursprünglicher Standort: Marktplatz des Schaufenster Fischereihafen |
| Sgraffito für die Hochseefischer (2)         | Reliefs für die Hochseefischer | Fischereihafen, Freiladestraße, Sozialgebäude der Fischereihafen-Betriebsgesellschaft | Georg Grygo                         | am Nord- und Südgiebel des Gebäudes ist jeweils ein Relief angebracht |

## Geestemünde
| Bild                                                     | Name                                                        | Lage                                                                        | Schöpfer Einweihung                                     | Bemerkungen |
| -------------------------------------------------------- | ----------------------------------------------------------- | --------------------------------------------------------------------------- | ------------------------------------------------------- | --- |
|                                                          | Busse-Denkmal                                               | Geestemünde, Alte Geestebrücke                                              | Fritz Höger 1936                                        | Denkmal für den Beginn der deutschen Hochseefischerei durch Friedrich Busse (1885) |
| Zwergenaufstand                                          | Zwergenaufstand in Grünhöfe                                 | Geestemünde, Auf der Bult                                                   | 2010 (?)                                                | Die Kunststoff-Gartenzwerge wurden von Ottmar Hörl geschaffen. Deren Ankauf wurde über eine Spende der Gewoba finanziert. Die Installation der Zwerge auf dem Baumstamm und die Montage auf dem Stahlrohrunterbau erfolgte durch das Förderwerk Bremerhaven. |
|                                                          | HAWOLI-Skulptur                                             | Geestemünde, Auf der Bult                                                   | Hawoli                                                  | [ 2 ] |
| Steinerner Kopf in der Grünanlage auf dem Berliner Platz | Kopf                                                        | Geestemünde, Berliner Platz                                                 | Marianne Klein 1989                                     | Bildhauersymposium Bremerhaven 3. Juli bis 31. August 1989 |
| Skulptur Kubus am Berliner Platz in Bremerhaven          | Kubus                                                       | Geestemünde, Berliner Platz                                                 | Christiane Baumgärtel 1989                              | Bildhauersymposium Bremerhaven 3. Juli bis 31. August 1989 |
| UFO                                                      | UFO                                                         | Geestemünde, Boschstraße, Ecke Auf der Bult                                 | Ekkehard Homann 2008                                    | aus Aluminium, 5 m Durchmesser |
|                                                          | Contemplation                                               | Geestemünde, Bürgerpark                                                     | Emilia Kaus 1981                                        | aus Granitfindling gemeißelt: in tiefer Betrachtung versunkene Person |
|                                                          | Gedenkstein für die gefallenen Frauen und Kinder            | Geestemünde, Bürgerpark (Bremerhaven) 53° 32′ 19,7″ N, 8° 36′ 19,8″ O       | Valeria Gramatzki 1955                                  | Der Luftangriff am 15. Juni 1944 war die schwerste von vielen Bombardierungen der Stadt |
|                                                          | Hein Mück                                                   | Geestemünde, Bürgerpark                                                     | Edmund Meusel, 1929 v                                   | Kalksteinfigur |
|                                                          | Hein Mück                                                   | Geestemünde, Bürgerpark, Rosengarten                                        | Jürgen Buhmann, Manfred Beulke und Reinholf Heinen 2011 | Schnitzarbeit |
|                                                          | Kaiser-Eiche                                                | Geestemünde, Bürgerpark (ehem. Waldschänke) 53° 32′ 12,5″ N, 8° 36′ 28,3″ O | 1913                                                    | 25-jähriges Thronjubiläum von Wilhelm II. |
|                                                          | Männlicher Torso                                            | Geestemünde, Bürgerpark                                                     | Steffen Waldmann                                        | Bildhauersymposium Bremerhaven 3. Juli bis 31. August 1989, Plakette am Fuß, Höhe 2,40 m |
|                                                          | Windsegel                                                   | Geestemünde, Bürgerpark                                                     | Barna von Sartory Peter de Longueville 1983             | Brunnenanlage aus zwei Granitprismen, die bis 2000 auf dem Vorplatz des Stadttheaters stand |
|                                                          | Denkmal für im Ersten Weltkrieg gefallene Schiffsingenieure | Geestemünde, Bussestraße 24                                                 |                                                         | Das Denkmal wurde auf dem Gelände der ehemaligen Seefahrtsschule errichtet. |
|                                                          | Oberturas des Eimerkettenbaggers Bagger I (1914)            | Geestemünde, Bussestraße, Vorfeld der ehemaligen Schleuse zum Handelshafen  |                                                         | Die Antriebsräder haben einen Durchmesser von 4,30 m. Die Eimer verfügen über ein Fassungsvermögen von 400 l. Im Hintergrund das Lotsenhaus auf der Nordmole der Geestemündung.                                                                              |
|                                                          | Memento maris                                               | Geestemünde, Elbinger Platz                                                 | Gerhart Schreiter 1968                                  | Memento maris, Gedenke des Meeres |
|                                                          | Gedenkstätte Fischdampfer Johannes Krüss                    | Geestemünde, Geestemünder Friedhof                                          | 1967                                                    | Einsatz der 23-köpfigen Fischdampferbesatzung bei der Suche nach der Hans Hedtoft, die 1959 bei Kap Farvel unterging. |
|                                                          | Gedenkstätte Fischdampfer Thor                              | Geestemünde, Geestemünder Friedhof                                          | 1952                                                    | Die Thor ging am 8. März 1952 bei den Orkneys mit 19 Mann unter. |
|                                                          | Forschermeile                                               | Geestemünde, am Handelshafen und Hauptkanal                                 | Erlebniskontor GmbH 2015                                | 5 COR-TEN-Stahlplatten zur Erinnerung an Adolf Buchholz, Friedrich Busse, Georg W. Claussen, Friedrich Wilhelm Sander und Alfred Wegener |
|                                                          | Mutter und Kind                                             | Geestemünde, Nordseite des Holzhafen Geestemündes                           | Fritz Becker 23. Mai 1969                               | Stiftung von Kurt Ditzen |
|                                                          | Alte Synagoge                                               | Geestemünde, Schulstraße 5                                                  | Roter Granit von Daners & Meyer, Wulsdorf 1983          | Erinnerung an die jüdische Gemeinde und ihre Synagoge, die am 9. November 1938 in Brand gesetzt wurde. |

## Lehe
| Bild                                      | Name                                                     | Lage                                                                              | Schöpfer Einweihung | Bemerkungen |
| ----------------------------------------- | -------------------------------------------------------- | --------------------------------------------------------------------------------- | ------------------- | --- |
|                                           | Grabdenkmal Catharina Bohlen (1720–1807)                 | Lehe, neben der Alten Kirche, Ecke Lange Straße/Poststraße                        | 1807/1917           | Gedenken an Catharina Bohlen, geb. Lührs, Urgroßmutter von Gustav Krupp von Bohlen und Halbach                                                                 |
|                                           | Gedenkstein für den heiligen Dionysius                   | Lehe, Dionysiusstraße                                                             | 1887                | Die eigentliche Grabstätte des Dionysius von Paris ist unbekannt.                                                                                              |
|                                           | Franzosenstein                                           | Lehe, Melchior-Schwoon-Str., ca. 100 m westlich Stresemannstraße                  | 1913                | Erinnerung an die Befreiungskriege (1813) |
|                                           | Ehrenmal Carl Schurz                                     | Lehe, Twischlehe                                                                  | Mai 1973            | Carl-Schurz-Gesellschaft (Bremen) National Carl Schurz Association (Philadelphia)                                                                              |
|                                           | Fritz Reuter Schriftsteller der niederdeutschen Sprache. | Lehe, Speckenbütteler Park                                                        | 1911                | Errichtet vom Plattdeutschen Verein „Waterkant“ zu Reuters 100. Geburtstag (1910). Der Stein stammt aus Hymendorf.                                             |
|                                           | Lale Andersen – Lili Marleen                             | Lehe, Lutherstraße 3                                                              | 1981                | Laterne von der Bundesmarine restauriert, stand zunächst an der Ecke Linzer Straße/Bürgermeister-Smidt-Straße                                                  |
|                                           | Gottsucher                                               | Lehe, Lange Straße, Dionysiuskirche                                               | Franz Rotter 1981   | Schenkung des Ehepaars Gertrud und Hartwig Burgdorff zum 300-jährigen Bestehen ihrer Alten Privilegierten Apotheke (1980)                                      |
|                                           | Windspiel                                                | Lehe, Schulzentrum Geschwister Scholl an der Pestalozzi-Str./Ecke Walter-Kolb-Weg | Hein Sinken         | Stahlhalbkugeln an drei Achsen |
| Fischersfrau                              | Fischersfrau                                             | Lehe, Stadtpark, Eingang von der Hafenstraße                                      |                     | Die mehrteilige Betonskulptur besteht aus einer sitzenden Fischersfrau, davor ein Tisch mit Fischen, unter dem Tisch ein Hund sowie weitere Sitzgelegenheiten. |
| Krake                                     | Krake                                                    | Lehe, Stadtpark                                                                   |                     | Fliesenmosaikskulptur |
| Sternbild Kleiner Wagen im Stadtpark Lehe | Sternbild Kleiner Wagen                                  | Lehe, Stadtpark, Eingang Hafenstraße                                              |                     | Unterschiedlich hohe Granitquader bilden das Sternbild Kleiner Wagen nach. Es korrespondiert mit der nur wenige Meter entfernten Brunnenanlage Großer Wagen.   |

## Leherheide
| Bild                                          | Name   | Lage                           | Schöpfer Einweihung     | Bemerkungen                                                                                    |
| --------------------------------------------- | ------ | ------------------------------ | ----------------------- | ---------------------------------------------------------------------------------------------- |
| Hahn auf dem Julius-Leber-Platz in Leherheide |        | Leherheide, Julius-Leber-Platz |                         | ein etwa lebensgroßer Hahn steht als Plastik vor dem Eingang der Stadtteilbibliothek           |
| Ringer in Thieles Garten                      | Ringer | Leherheide, Thieles Garten     | Gustav und Georg Thiele | eine von vielen Plastiken und Skulpturen in Thieles Garten, einem öffentlich zugänglichen Park |

## Mitte
| Bild                                        | Name                                                                            | Lage                                                                                           | Schöpfer Einweihung                                                                        | Bemerkungen                                                                                                 |
| ------------------------------------------- | ------------------------------------------------------------------------------- | ---------------------------------------------------------------------------------------------- | ------------------------------------------------------------------------------------------ | --- |
|                                             | Bremer Staatswappen                                                             | Mitte, frühere Geeste-Zufahrt zum Alten Hafen                                                  | Stadt Bremen 1830                                                                          | Siehe auch : „Erinnerung“ im Artikel Alter Hafen (Bremerhaven)                                              |
|                                             | Radschiff Washington                                                            | Mitte, Terrasse der Strandhalle                                                                | 1847/1947                                                                                  | Aufnahme des Postverkehrs über den Nordatlantik                                                             |
|                                             | Windsemaphor, Windstärken- und Windrichtungsanzeiger                            | Mitte, Nordmole der Schleuse zum Neuen Hafen                                                   | Original 1893 am Leuchtturm Hohe Weg, 2005 Nachbau mit Originalteilen am heutigen Standort | siehe Leuchtturm Hohe Weg                                                                                   |
|                                             | Deutsch-Französischer Krieg                                                     | Mitte, Bürgermeister-Martin-Donandt-Platz an der Wiener Straße                                 | 1871                                                                                       | Das Denkmal stand zuerst am Freigebiet, das damals Siegesplatz hieß.                                        |
|                                             | Bürgermeister-Smidt-Denkmal von Johann Smidt, Gründer Bremerhavens              | Mitte, Theodor-Heuss-Platz                                                                     | Werner Stein 1888                                                                          | Bronzeskulptur auf Marmorsockel                                                                             |
|                                             | Christoph Kolumbus                                                              | Mitte, Columbus-Center 53° 32′ 30,2″ N, 8° 34′ 39,7″ O                                         | Ludwig Habich 1896                                                                         | zuerst 1896 im Speckenbütteler Park aufgestellt, im Ersten Weltkrieg eingeschmolzen, 1978 wiederhergestellt |
|                                             | Wasserstandsanzeiger Bremerhaven                                                | Mitte, Südende Weserdeich                                                                      | 1903                                                                                       | Historisches Wahrzeichen als Anlage zum Gezeitenstand als fast 32 Meter hohe stählerne Gitterkonstruktion.  |
|                                             | Friedrich Ludwig Jahn auch Turnvater Jahn genannt                               | Mitte, vor dem alten Haus des Handwerks Ecke Martin-Donandt-Platz / Bürgermeister-Smidt-Straße | Heinz Lange 1909/10                                                                        | |
|                                             | Klabautermann                                                                   | Mitte, Hans-Scharoun-Platz beim Deutschen Schifffahrtsmuseum                                   | 1911                                                                                       | |
|                                             | Ludwig-Krüder-Brunnen                                                           | Mitte, am Stadttheater                                                                         | 10. Juli 1914                                                                              | Zur Erinnerung an Ludwig Krüder, Stadtrat in Bremerhaven.                                                   |
|                                             | 1917–1919 in den USA verstorbene Seeleute                                       | Mitte, Kommodore-Ziegenbein-Weg am Lohmann-Deich vor Neuem Hafen                               | 1920                                                                                       | Hintergrund und Stifter unbekannt                                                                           |
|                                             | Am Meer                                                                         | Mitte, vor dem Theater                                                                         | Waldemar Grzimek                                                                           | |
|                                             | Äquatorial-Uhr                                                                  | Mitte, Ostseite Columbusstraße, hinter der Kennedybrücke                                       | Bodo Sturmheit und Heinrich Kramer 1967                                                    | hergestellt in der Kupferschmiede Heinrich Kramer, technisches Denkmal seit 2008                            |
|                                             | Sturmflutsäule                                                                  | Mitte, Weserdeich                                                                              | Gerhard Olbrich 1975                                                                       | 2012 im Rahmen der Deicherhöhung entfernt und danach hinter dem Deich wieder aufgestellt.                   |
|                                             | CDU-Brunnen                                                                     | Mitte, Südseite Große Kirche                                                                   | September 1979                                                                             | gestiftet von der CDU-Fraktion der Stadtverordnetenversammlung                                              |
|                                             | 300 Jahre Emigration in die USA, sog. Kettendenkmal                             | Mitte, Nordseite der Zufahrt zum Neuen Hafen                                                   | Walter Juretschka, 1983                                                                    | Stiftung Bremerhavener Unternehmen                                                                          |
|                                             | Mahnmal zum Gedenken an alle Opfer des Nationalsozialismus                      | Mitte, bei der Bürgermeister-Smidt-Gedächtniskirche                                            | Waldemar Otto 1986                                                                         | |
|                                             | Die Auswanderer                                                                 | Mitte, Willy-Brandt-Platz                                                                      | Frank Varga 1986                                                                           | Auswandererdenkmal                                                                                          |
| The last Step, Innenansicht                 | The Last Step                                                                   | Mitte, Karlsburg, vor Haus K der Hochschule Bremerhaven                                        | Ilja Kabakow 1998                                                                          | Auswandererdenkmal und Erinnerung an das Auswandererhaus Bremerhaven                                        |
|                                             | Werftarbeiter                                                                   | Mitte, Bürgermeister-Smidt-Straße vor der Großen Kirche                                        | Waldemar Otto um 2000                                                                      | Bronzeensemble                                                                                              |
|                                             | Baltimore-Pier                                                                  | Mitte, Alter Hafen                                                                             | 2000                                                                                       | 1830–1850 segelten die meisten Auswandererschiffe nach Baltimore                                            |
|                                             | Bugwelle von Bremerhaven                                                        | Mitte, Bürgermeister-Smidt-Straße                                                              | Norbert Marten Christel Mandos-Feldmann Norbert Marten 2002                                | mehrteilige Bronzeskulptur                                                                                  |
|                                             | Erich Koch-Weser Stadtdirektor in Bremerhaven 1909–13, nach 1919 Reichsminister | Mitte, Erich-Koch-Weser-Platz 53° 32′ 23,3″ N, 8° 34′ 52,6″ O                                  | N.N. 19. Oktober 1986                                                                      | |
|                                             | Brunnen am Leher Tor                                                            | Mitte, Am Leher Tor                                                                            | W. F. Becker März 1941                                                                     | hergestellt von einer Steinbildhauerei in Dortmund                                                          |
|                                             | Granatfrau                                                                      | Mitte, Bürgermeister-Smidt-Straße vor der Hauptstelle der Sparkasse                            | Gerhard Olbrich                                                                            | Stiftung der Sparkasse Bremerhaven Raguse + Voss Metallgießerei                                             |
|                                             | Windsbraut                                                                      | Mitte, Bürgermeister-Martin-Donandt-Platz                                                      | Gerhard Olbrich                                                                            | |
|                                             | Stier mit Mann                                                                  | Mitte, Lloydstraße                                                                             | Karl-Henning Seemann 1982                                                                  | |
|                                             | Robben-Gruppe                                                                   | Mitte, Preßburger Straße                                                                       | Bernd Maro Wunstorf 1983                                                                   | |
|                                             | Gedenkstätte für Seebestattete                                                  | Mitte, Kommodore-Ziegenbein-Weg am Lohmann-Deich vor Neuem Hafen                               | Lüder Hoppe 2015                                                                           | Bestattungsinstitut Koop                                                                                    |
|                                             | Steinstele                                                                      | Mitte, Ecke Deichstraße – Karlsburg                                                            | Thomas Kaufhold 1989                                                                       | Bildhauersymposium Bremerhaven vom 3. Juli bis 31. August 1989                                              |
|                                             | Kardanische Weltkugel mit Bremerhavens Schifffahrtsverbindungen                 | Mitte, Bürgermeister-Smidt-Straße 7                                                            | Bremenports                                                                                | gestiftet von der Bremer Lagerhaus-Gesellschaft                                                             |
|                                             | Bronze Seeadler                                                                 | Mitte, Park neben Geestebrücke – Fährstraße                                                    | Gerhard Marcks 1983                                                                        | |
|                                             | Pinguin-Gruppe                                                                  | Mitte, Rampenstraße, Rückfront Parkhaus bzw. Hof der Volkshochschule                           | Pinguine: Thomas Schmalz und Gerhard Olbrich, Sockel: Lüder Hoppe 2001                     | STATUARIUS Kunstguss Bremen, Kunst im öffentlichen Raum, Eigentümer: STÄWOG                                 |
|                                             | Gnom                                                                            | Mitte, Bürgermeister-Smidt-Straße, Zugang zur Bücherei                                         | Poul Erland-Jensen, Frederikshaven, Dänemark                                               | Gnom bewacht die Schätze menschlichen Geistes seit 1984                                                     |
| Pioniere des Leuchtfeuerwesens am WSA       | Pioniere des Leuchtfeuerwesens                                                  | Mitte, Van-Ronzelen-Straße, WSA-Gebäude                                                        |                                                                                            | Bremer Bake, Schlüsseltonne, Feuerschiff Bremen Nr. 1                                                       |
| Segelschiff im Innenhof des WSA             | Segelschiff                                                                     | Mitte, Van-Ronzelen-Straße, Innenhof des WSA-Gebäudes                                          |                                                                                            | |
| Seemannsarm am Deutschen Schifffahrtsmuseum | Seemannsarm                                                                     | Mitte, Deutschen Schifffahrtsmuseum                                                            | Stephan Balkenhol 2000                                                                     | aus Eichenholz                                                                                              |

## Schiffdorferdamm
| Bild | Name               | Lage                                            | Schöpfer Einweihung | Bemerkungen                                                                         |
| ---- | ------------------ | ----------------------------------------------- | ------------------- | ----------------------------------------------------------------------------------- |
|      | Moltke-Gedenkstein | Schiffdorferdamm, Taxusstraße, Ecke Nordholzweg |                     | Kleine Findlinge tragen einen großen Findling, in den eingemeißelt wurde: v. Moltke |
|      | Roon-Gedenkstein   | Schiffdorferdamm, Taxusstraße, Ecke Nordholzweg |                     | Drei Findlinge, der mittlere trägt die kaum noch lesbare Inschrift: v. Roon         |

## Weddewarden
| Bild | Name                                         | Lage                                    | Schöpfer Einweihung | Bemerkungen |
| ---- | -------------------------------------------- | --------------------------------------- | ------------------- | ----------- |
|      | Denkmal für die Gefallenen beider Weltkriege | Weddewarden, Wurster Straße, Zionkirche |                     |             |

## Wulsdorf
| Bild                                                                                     | Name                                                                    | Lage                                               | Schöpfer Einweihung                       | Bemerkungen |
| ---------------------------------------------------------------------------------------- | ----------------------------------------------------------------------- | -------------------------------------------------- | ----------------------------------------- | --- |
|                                                                                          | Anschlag auf die Mosel                                                  | Wulsdorf, Bremerhavener Friedhof in Wulsdorf       | 1876                                      | Beim Anschlag auf die Mosel wurden 83 Menschen getötet. |
|                                                                                          | Boxeraufstand                                                           | Wulsdorf, Bremerhavener Friedhof in Wulsdorf       | 1903                                      | Das deutsche Expeditionskorps wurde 1900 von Bremerhaven nach China gefahren. |
|                                                                                          | Gefallenendenkmal Erster Weltkrieg                                      | Wulsdorf, Bremerhavener Friedhof in Wulsdorf       | 1919                                      | Backsteinziegel |
|                                                                                          | Gedenkstein für die Opfer der Luftangriffe auf Wesermünde               | Wulsdorf, Bremerhavener Friedhof in Wulsdorf       |                                           | |
|                                                                                          | Gedenkstätte für die Opfer der nationalsozialistischen Gewaltherrschaft | Wulsdorf, Bremerhavener Friedhof in Wulsdorf       | Georg Grygo 1958                          | Obelisk DER ZUKUNFT 1933–1945 |
|                                                                                          | Ehrenmal für Wulsdorfer                                                 | Wulsdorf, zwischen Weserstraße und Dionysiuskirche |                                           | Das Denkmal wurde für Gefallene des Ersten Weltkrieges aus Wulsdorf errichtet. Eine Zusatztafel erinnert an die vermissten und gefallenen Soldaten des Zweiten Weltkrieges und an die Opfer von Krieg und Gewaltherrschaft von 1933 bis 1945. Es stand früher auf einer Insel an der Ecke Weserstraße/Lindenallee |
|                                                                                          | Wandschmuck                                                             | Wulsdorf, Martin-Luther-Kirche                     | Georg Grygo                               | |
| Gedenktafel der Freiwilligen Bürgerfeuerwehr Wulsdorf am Glockenturm der Dionysiuskirche | Gedenktafel Freiwillige Bürgerfeuerwehr Wulsdorf                        | Wulsdorf, Glockenturm der Dionysiuskirche          |                                           | Gedenktafel der Freiwilligen Bürgerfeuerwehr Wulsdorf für im I. Weltkrieg gestorbene Feuerwehrkameraden |
|                                                                                          | Zwangsarbeitslager Dreibergen                                           | Wulsdorf, Ecke Sandfahrel/Lüneburger Straße        | Schüler der Paula-Modersohn-Schule (2009) | Drei Stahlplatten bilden das Mahnmal an der Lüneburger Straße zur Erinnerung an russische Zwangsarbeiterinnen. Eine vierte Stahlplatte ist an der Außenwand der Halle der Paula-Modersohn-Schule installiert. |
|                                                                                          | Deutsch-Französischer Krieg                                             | Wulsdorf, auf dem Jedutenberg                      | 1871                                      | |

## Gedenktafeln
- Elvis Presley, Columbuskaje:[18]